# Castelul Bánffy din Gheja
Castelul Bánffy din Gheja, una dintre reședințele familiei nobiliare Bánffy, se află în localitatea mureșeană Gheja.  A fost construit la începutul secolului XIX. Figurează pe noua listă a monumentelor istorice sub codul LMI:  MS-II-m-B-15680. 

## Istoric și trăsături
Localitatea Gheja se află la 3 km distanță de orașul Luduș. Familia Bánffy a ajuns în posesia moșiei de la Gheja în secolul al XIX-lea, atunci s-a construit și castelul. Unul dintre proprietarii lui a fost baronul Zoltán Bánffy, numit judecător al comitatului Mureș-Turda în 1883.
La ambele extremități ale clădirii, deasupra nivelului central, se află câte un bastion. Acestea sunt de formă hexagonală, cu ferestrele lipsite de ornamente. Pervazurile și cornișa bastioanelor, precum și acoperișul cu pantă frântă, sunt caracteristice stilului baroc.
După naționalizare, castelul a fost folosit de Gospodăria Agricolă Colectivă, iar în prezent, în cadrul acestei clădiri funcționează secția de psihiatrie a spitalului din Luduș.

## Imagini

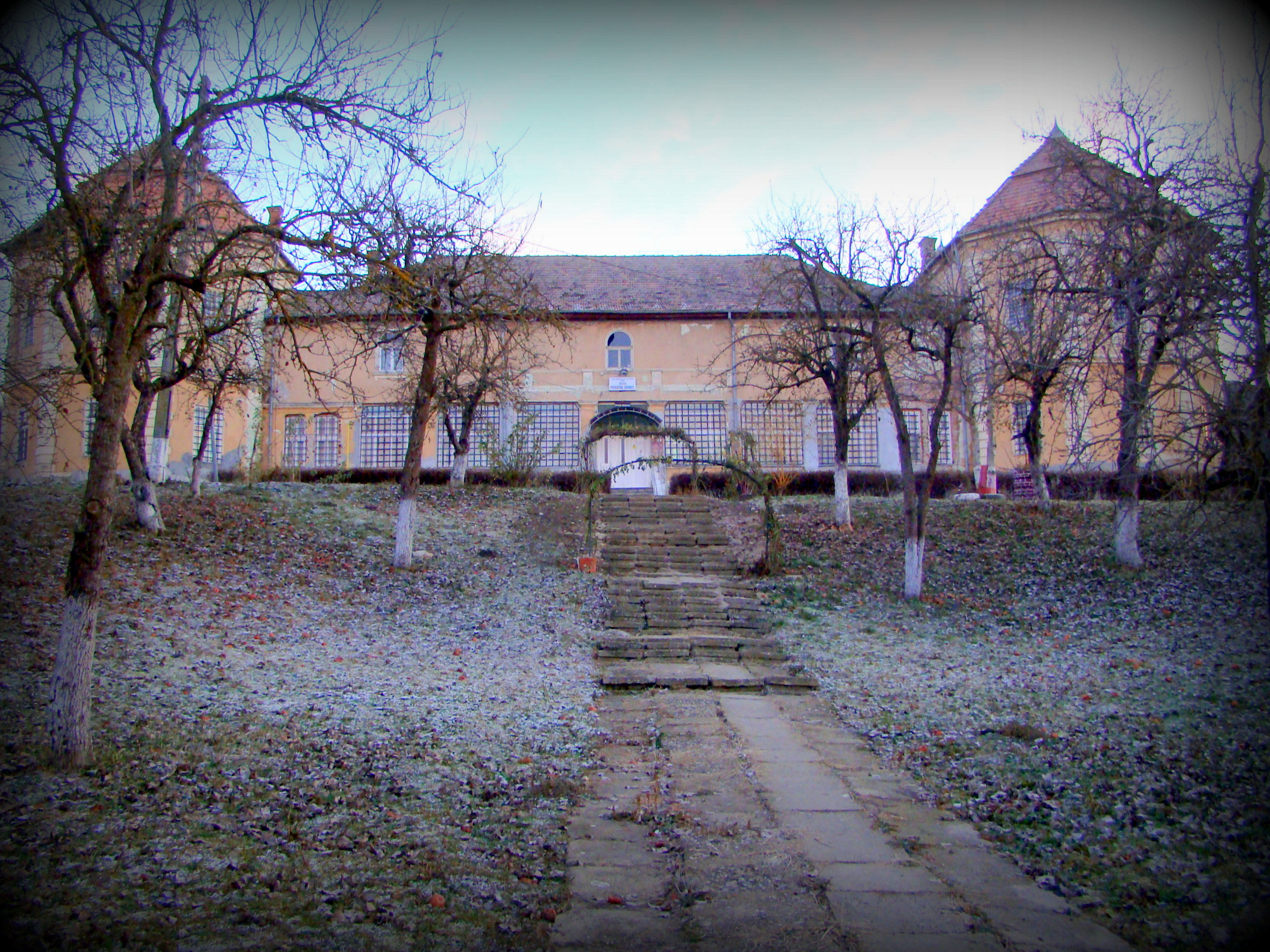
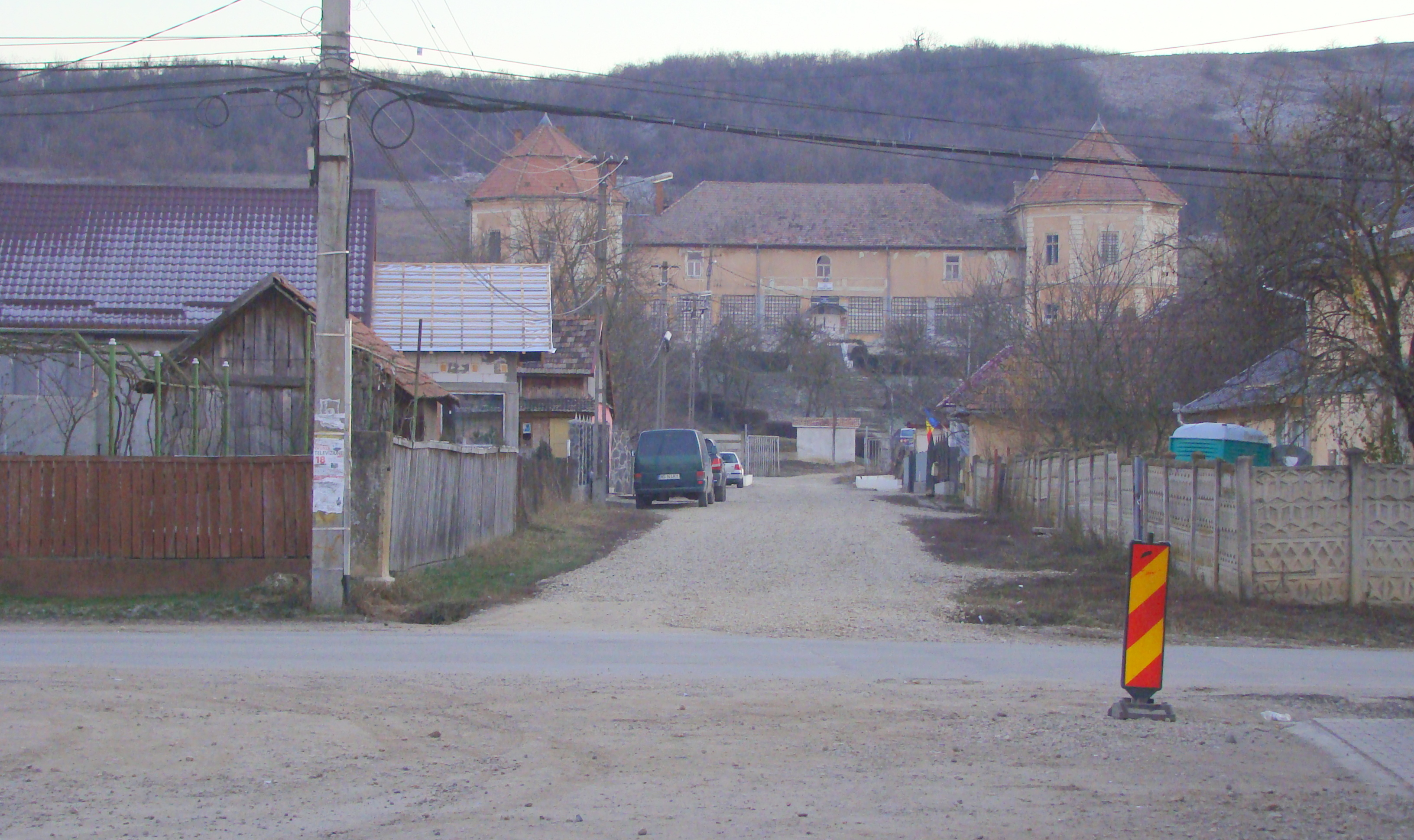
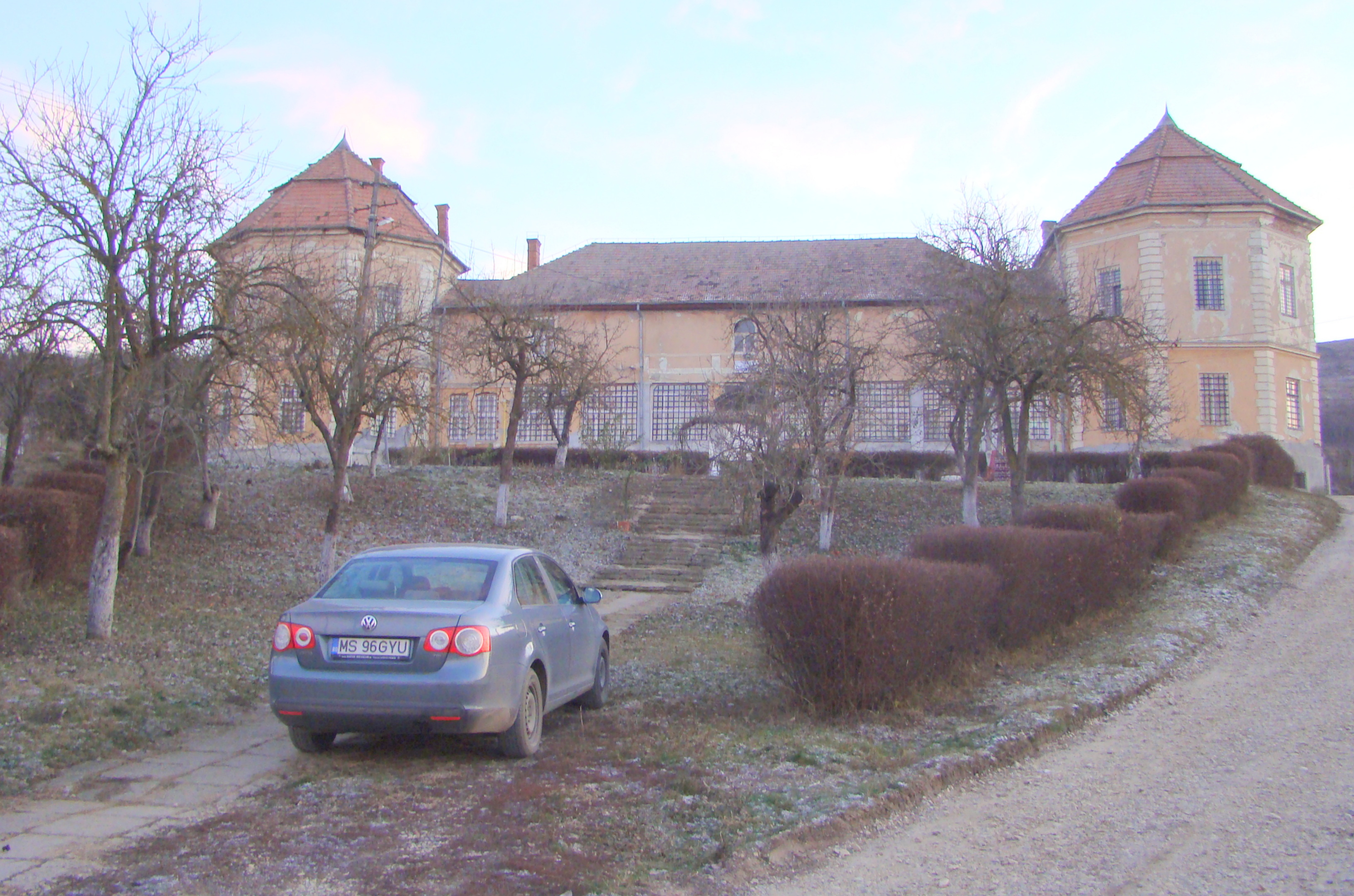
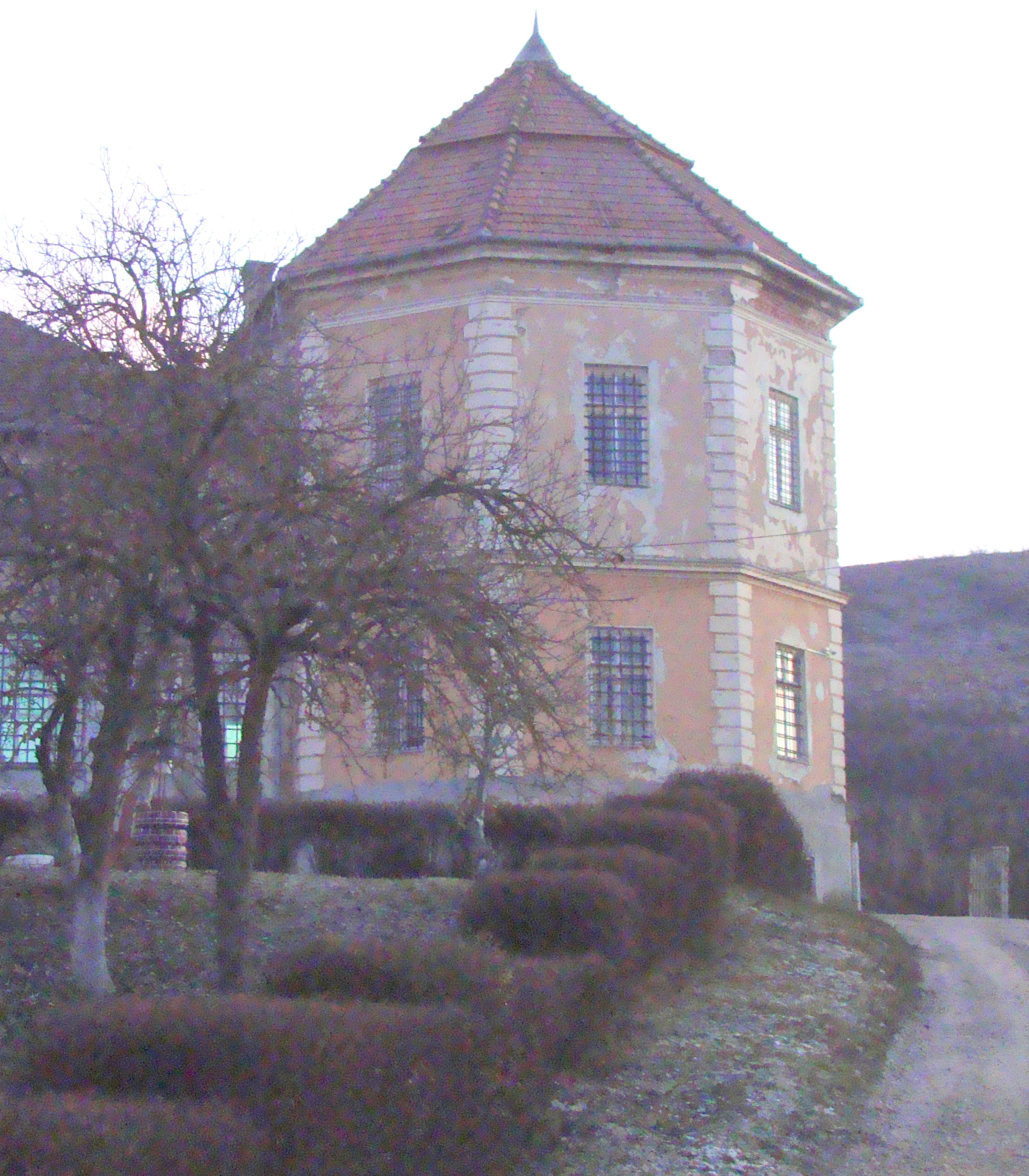
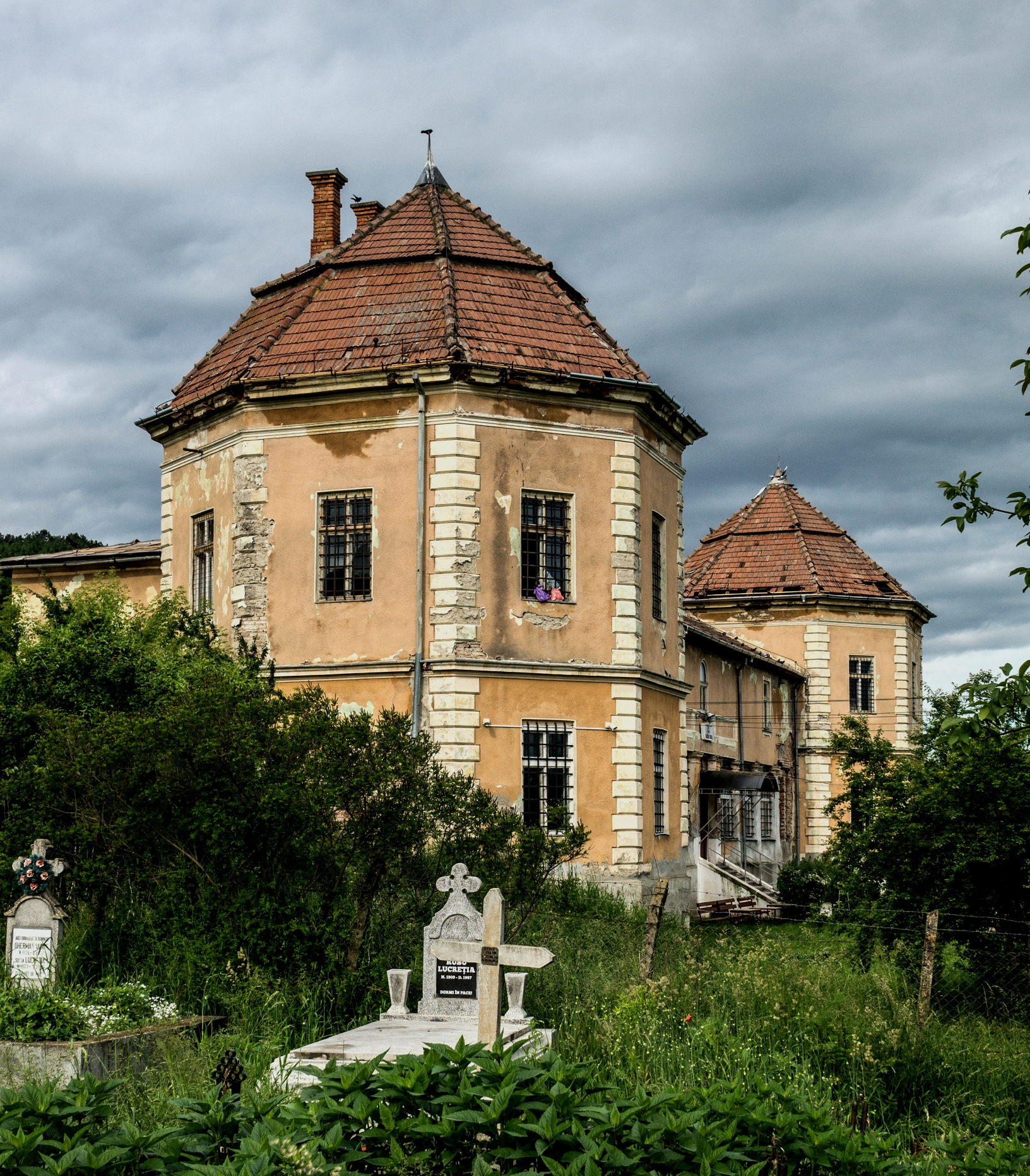
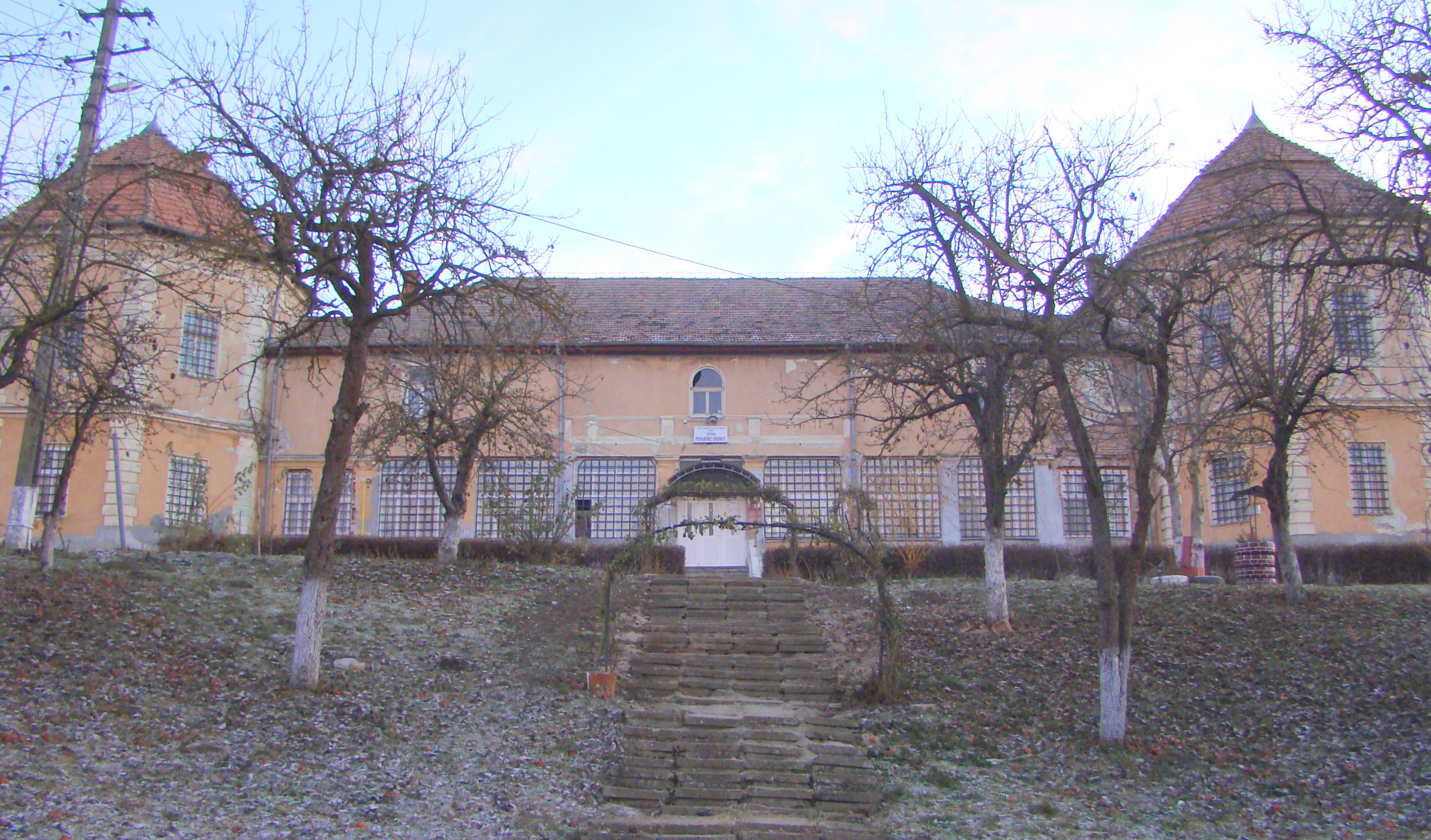